# Transport
Pour les articles homonymes, voir Transport (homonymie).
Vous pouvez aider à l'améliorer ou bien discuter des problèmes sur sa page de discussion.
- Il ne cite pas suffisamment ses sources. Vous pouvez indiquer les passages à sourcer avec {{référence nécessaire}} ou {{Référence souhaitée}}, et inclure les références utiles en les liant aux notes de bas de page. (Marqué depuis avril 2024)
- Il doit être recyclé. La réorganisation et la clarification du contenu sont nécessaires. (Marqué depuis janvier 2014)
- Il présente trop d'images par rapport à sa longueur. Ceci va à l'encontre de l'esprit de synthèse, rend la lecture difficile, et allonge la durée de téléchargement pour les connexions lentes. Voir les recommandations sur les images. (Marqué depuis avril 2024)

- Archive Wikiwix
- Bing
- Cairn
- DuckDuckGo
- E. Universalis
- Gallica
- Google
- G. Books
- G. News
- G. Scholar
- Persée
- Qwant
- (zh) Baidu
- (ru) Yandex
- (wd) trouver des œuvres sur Wikidata

Le transport est l'action de déplacer des biens matériels, des personnes ou des animaux.
Les transports sont un secteur de l'économie.

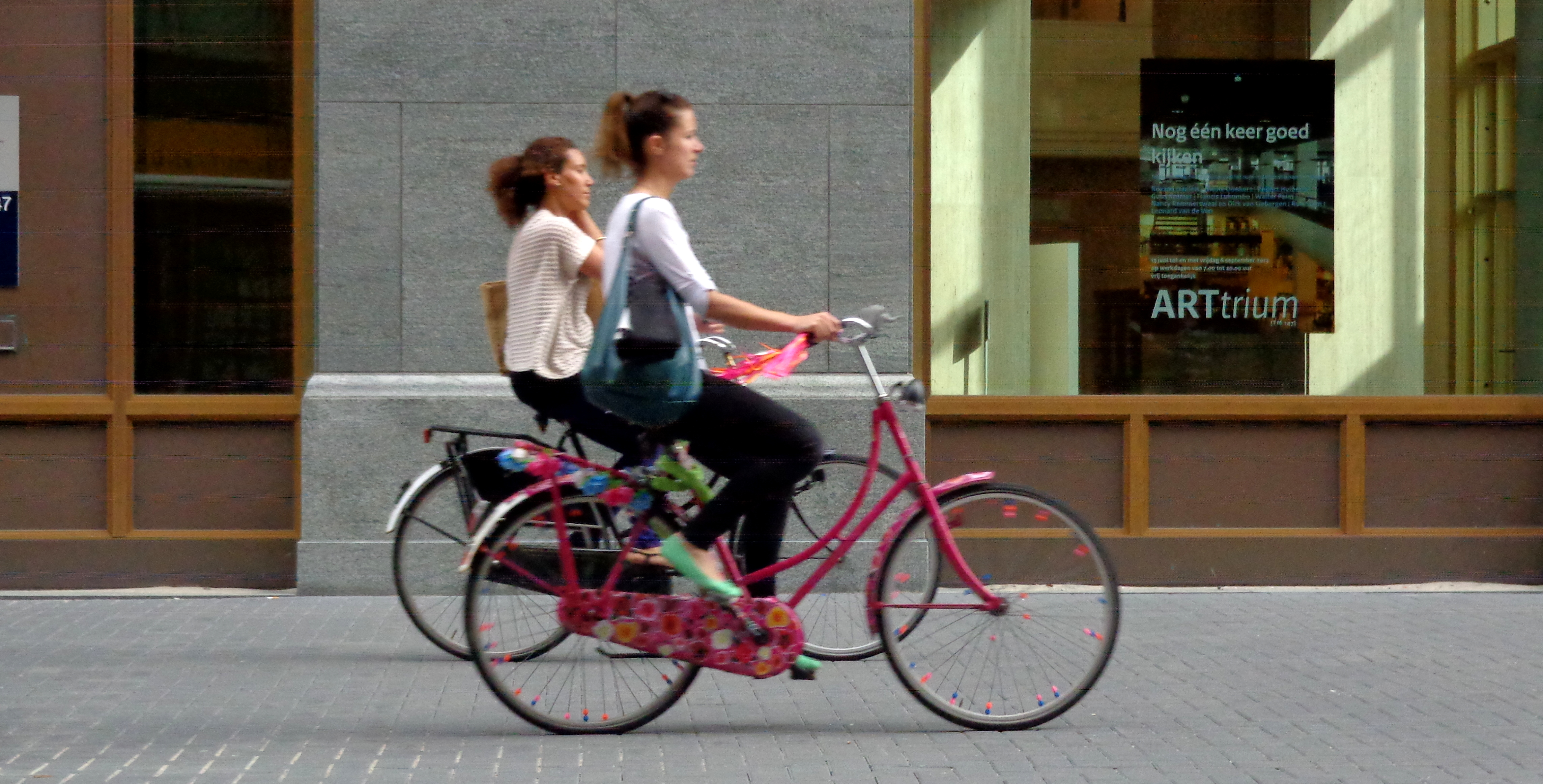
Bicyclettes de ville.

## Enjeux

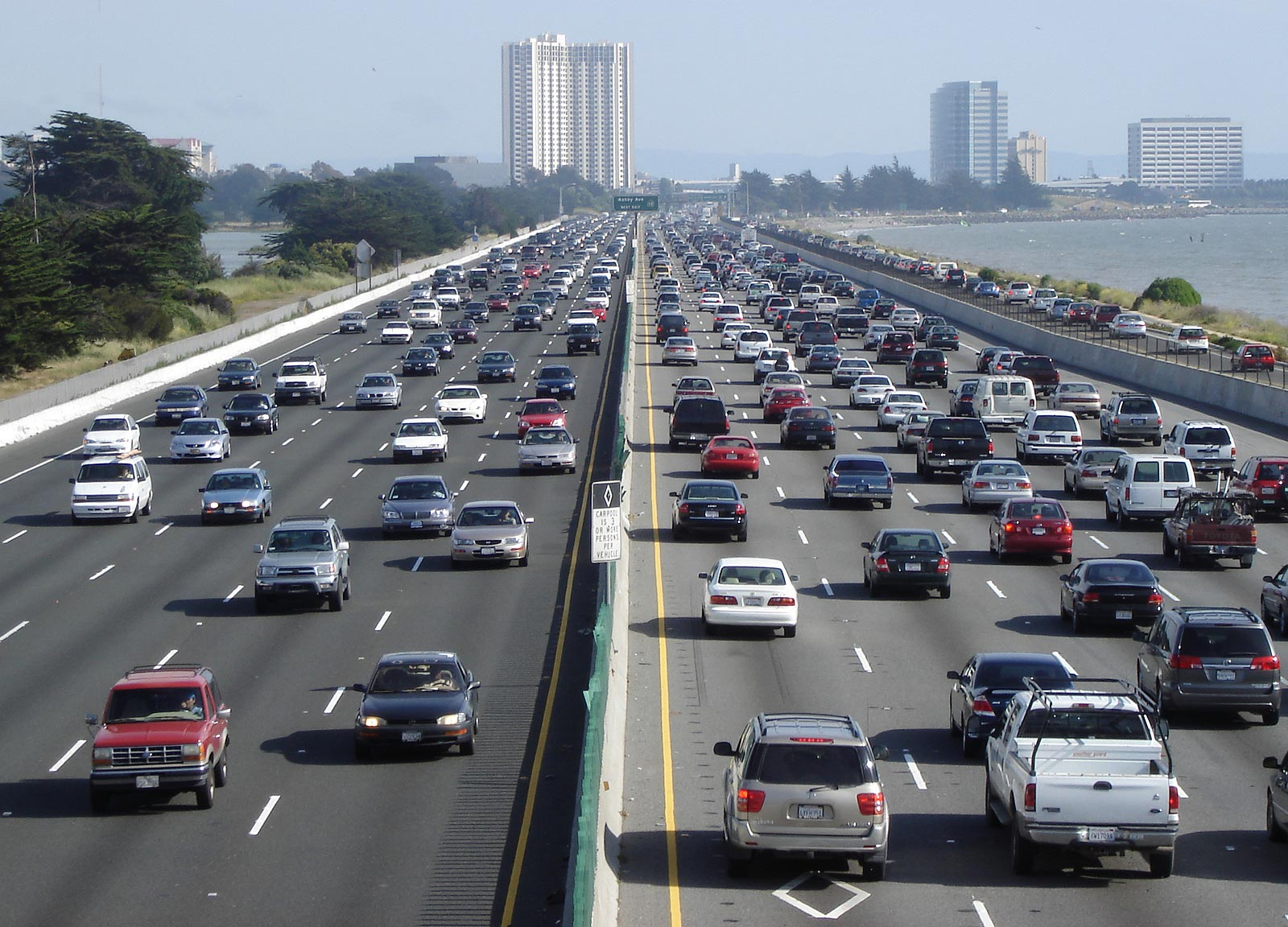
Le transport routier est source de pollution, d'importantes émissions de gaz à effet de serre, de fragmentation, d'accidents et d'engorgements routiers. Il contribue au phénomène de périurbanisation.

Les moyens de transport répondent aux besoins humains de déplacement, ou « mobilité ».
Le secteur du transport est un service (public ou privé) nécessaire ou utile pour de nombreux actes et activités de la vie courante. Le type de transport et son degré d'intermodalité ont des conséquences en matière de consommation d'espace et d'énergie, ainsi qu'en matière d'émissions de polluants et de gaz à effet de serre (et donc en matière de santé environnementale).
Ce secteur économique représente environ 32 % de l'énergie consommée en France entre 2011 et 2022. Le transport motorisé est aussi une source majeure de pollution. En France, il est responsable d'environ 30 % des émissions de gaz à effet de serre, un chiffre en hausse par rapport à la part du secteur en 1990, ce qui en fait le premier secteur pour la contribution au changement climatique,.
Les voies de communication font partie des infrastructures et réseaux de transport, comme les ouvrages d'art (ponts, tunnels…) et les bâtiments (gares, parkings…) associés. Elles contribuent au phénomène dit de fragmentation écopaysagère.
Il s'est développé simultanément dans les domaines public et privé depuis la révolution industrielle. Il a fortement contribué à la mondialisation et au développement du tourisme lointain.

## Typologie
Le progrès technique a permis l'invention de quatre grands types de transport motorisés, complétant celui assuré par l'humain ou l'animal. Chacun de ces types de transport, incluant transport de personnes et de marchandises, peut être subdivisé en plusieurs sous-types :
- le transport terrestre (routier, ferroviaire, par pipeline) ;
- le transport aérospatial (aérien et spatial) ;
- le transport aquatique (maritime – y compris sous-marin –, fluvial, par pipeline) ;
- le transport par câble (suspendu ou double contact).

|                                                                                        |
| Une planche illustrant les modes de transport (Larousse universel en 2 volumes, 1922). |

| |
| Le réseau routier de transport automobile est confronté aux fleuves et petits bras de mer qui peuvent être traversés par de grands ponts, des tunnels, des bacs ou des ferrys. |

| |
| L'avion est un mode de transport en très forte croissance depuis la seconde moitié du XXe siècle, mais dont les impacts écologiques et climatiques sont importants. |

| |
| Le pipe-line permet de transporter rapidement de grandes quantités de liquides et gaz, ici en Alaska. |

|             |
| Un autobus. |

## Histoire

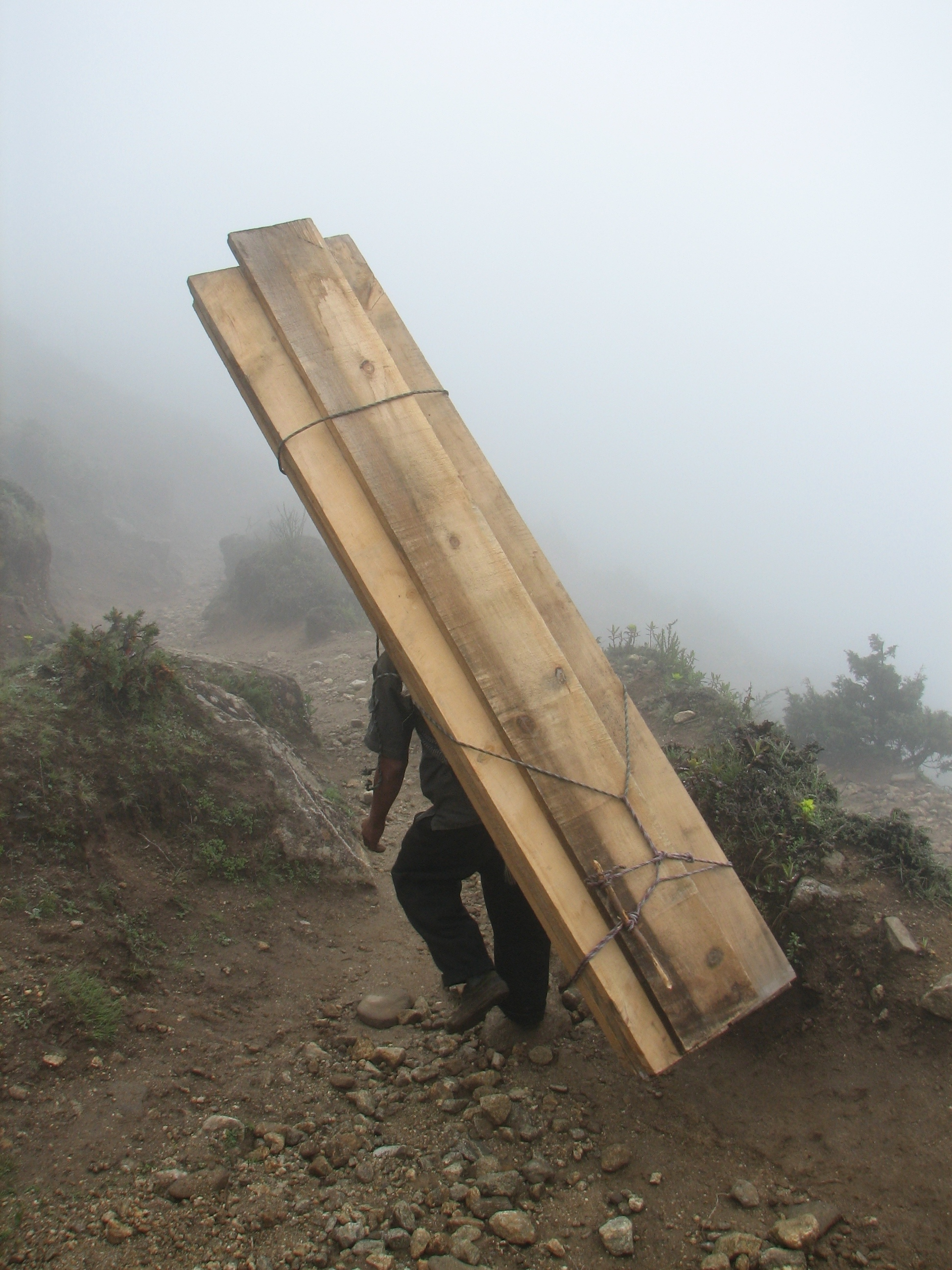
Le portage est le mode de transport le plus ancien (ici un sherpa portant des planches sur son dos), limité par le poids ou l'encombrement des objets ou personnes à transporter, et source de diverses pathologies quand les charges sont trop lourdes.

### Énergie animale

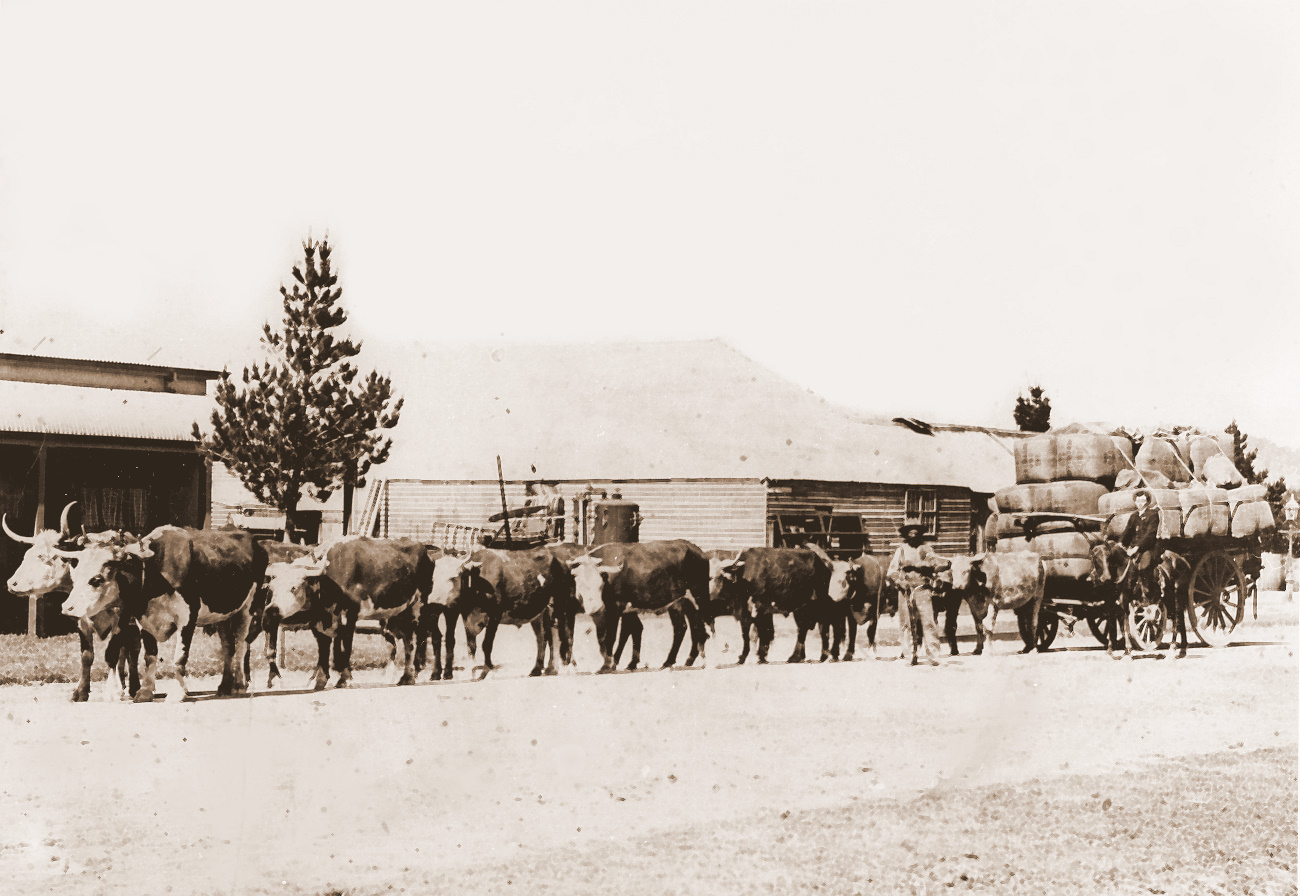
Les bovins ont été parmi les premiers animaux domestiqués pour la traction et le transport de charges plus ou moins lourdes (en attelage), nécessitant souvent l'entretien de réseaux de chemins éventuellement drainés, damés et empierrés.

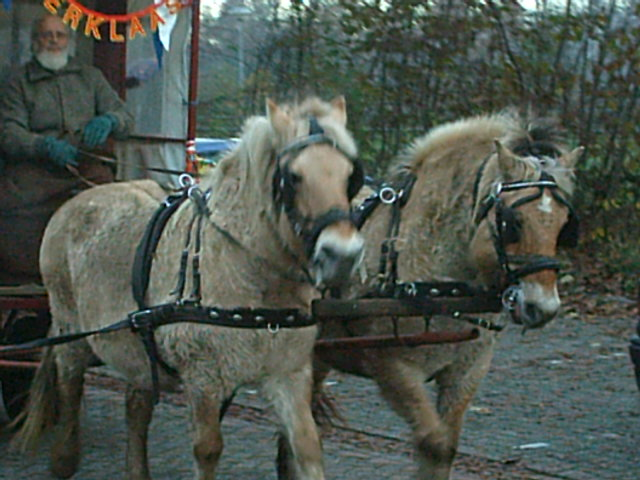
La roue et la traction animale ont permis des formes d'habitation itinérante (de la roulotte tirée par des chevaux au camping-car).

L'utilisation de l'énergie animale ne s'est pas faite en même temps que sa domestication. On estime que l'homme a commencé à atteler des bovins à des araires ou des véhicules à roues durant le IVe millénaire av. J.-C. Ces techniques inventées dans le croissant fertile ou en Ukraine ont par la suite connu un développement mondial.
Avant la domestication, le transport des marchandises est géré par les humains. Les termes utilisés dans ce cas sont le port, le portage… L'homme tire, il pousse et il propulse (une brouette, une bicyclette, un pousse-pousse...) dès lors qu'il invente la roue. La roue demeurera toutefois inconnue en Amérique précolombienne, jusqu'à la colonisation.
À partir de la domestication, l'animal devient le système de « portage » (Bête de somme avec un bât), de propulsion ou de traction, d'une « charge », ou d'un « véhicule » (chars, charrettes, chariots, carrioles, voiturettes, voitures...). Si le véhicule est tiré par un cheval, il s'agit d'un véhicule hippomobile. Historiquement, la traction animale a été prédominante pendant des millénaires, et retrouve des utilisations justifiées. Dans un autre registre, les pigeons ont été élevés par des Colombophilie, pour transporter des messages, ou des mammifères marins par l'armée pour récupérer des objets.
Dans les pays industrialisés, l'utilisation des animaux de trait a fortement régressé depuis la fin de la Seconde Guerre mondiale avec le développement de la mécanisation (moteur à combustion interne et électricité), et garde une place marginale dans le tourisme mais, la traction animale garde toute son importance en Afrique subsaharienne où elle se développe.

### Transports dans l'Antiquité
À l'époque romaine, le transport se faisait soit par voie terrestre, soit par voie navigable. Le transport sur eau pouvait se réaliser par la mer ou sur des fleuves ou rivières navigables. Certaines villes, comme Saragosse (Caesare Augusta) étaient dotées d'un port fluvial. Avant la première guerre punique, la marine romaine est insignifiante. La marine romaine n'est pas d'inspiration grecque, c'est la menace de la flotte carthaginoise équipée de quinquérèmes qui a poussé les romains à copier ceux-ci pour les combattre. La tradition raconte qu'ils y sont parvenus grâce à l'aide des grecs (socii) installés dans le sud de l'Italie. Rome préféra les trirèmes. En 261 av. J.-C, les Romains réussirent à en construire cent en deux mois.

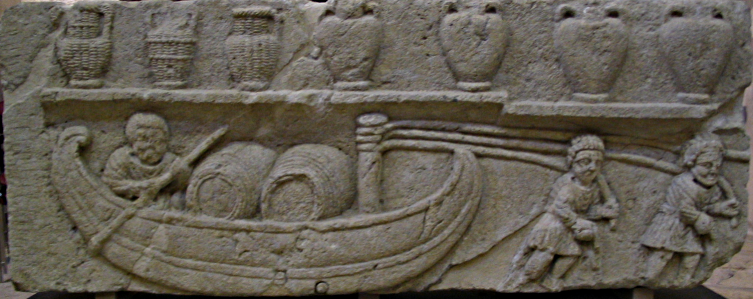
Les nautes arlésiens transportant du vin sur la Durance

Les ports antiques sont les premières installations portuaires apparues avec le développement de la marine. Ils sont attestés chez les Grecs et les Romains, mais aussi chez les Puniques, chez les Minoens, en Égypte antique... À la suite de Richard Lefebvre des Noëttes qui niait toute possibilité pour la marine antique de pouvoir naviguer loin des côtes et d’avoir un tonnage d’une certaine importance, on a longtemps pensé que les premiers ports n’étaient que de simples plages d’échouage, les bateaux étant chaque soir tirés au sec. On sait aujourd’hui qu’il n’en est rien. Très tôt, on cherche à aménager des abris naturels afin d’en augmenter les qualités : protection contre les fureurs du large, bonne exposition par rapport aux vents pour faciliter l’entrée et la sortie des navires. Ces dispositions naturelles sont donc essentielles dans le choix d’un site, tout comme les conditions économiques (proximité d’une grande ville et de voies terrestres et fluviales). Aussi, les Anciens n’hésitent pas à créer des ports artificiels qui, avec l’augmentation des capacités nautiques, répondent aux nécessités économiques. Les ports fluviaux doivent répondre à deux impératifs : abriter les bateaux des dangers naturels de la rivière (crues, embâcles) et offrir de bonnes dispositions pour le transit des marchandises.

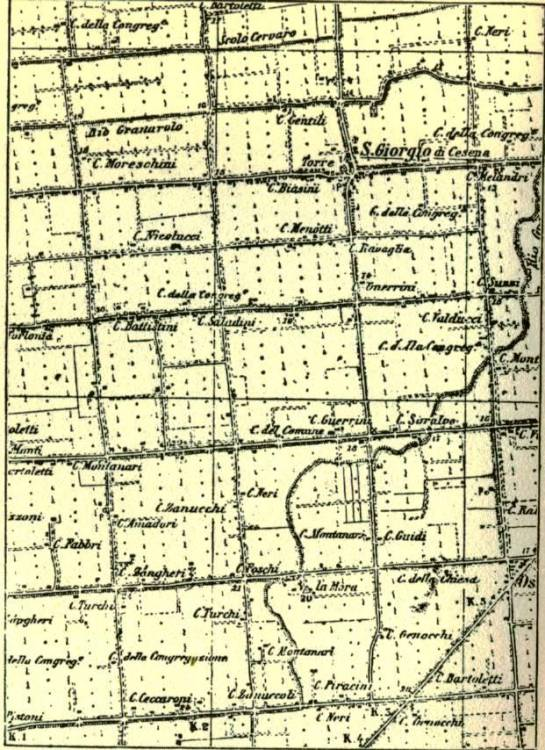
La centuriation en Italie au XVIe siècle.

Le terme centuriation indique un système de morcellement du territoire, typique du procédé de mise en culture que la civilisation romaine appliquait dans les régions sous sa domination. Aux phases de déboisement et de bonification, si nécessaire, succédait un processus de répartition des terrains en grands quadrilatères d’environ 700 m de côté, délimité par des voies d’accès le plus souvent parallèles à de grands fossés de drainage. Un des exemples de centuriation romaine les mieux conservés d’Europe est celui de la région de Cesena.
Les voies romaines sont les voies du réseau routier créé par les Romains. Souvent en ligne droite, elles permettaient de parcourir plus rapidement qu'avant l’ensemble de l’Empire à partir de l’Urbs, Rome.
Elles reliaient entre elles les cités de tous les points de l’Italie puis de l’Empire avec les centres de décision politiques ou économiques. Elles permettaient des déplacements plutôt aisés pour l'époque, que ce soit pour l'usage des troupes en campagne ou les marchands et courriers. Elles permirent l’expansion économique de l’Empire puis sa fin en facilitant les grandes invasions.
Le mot « carrefour » vient du bas latin quadrifurcus, qui a quatre fourches ou divisions, lui-même venant de quadri, quatre, et furca, fourche. Les romains réalisaient déjà des carrefours où les axes étaient perpendiculaires. Par exemple lorsqu'il existait un Decumanus et un Cardo maximus. Des monuments marquaient parfois ces croisements.
Le flottage du bois ou la drave, (au Canada) est l'une des plus anciennes méthodes de transport sur de longues distances. Du Moyen Âge jusqu’à la fin du XIXe siècle, en Europe occidentale, le flottage est le mode de transport le plus courant et le moins onéreux pour le bois. Cette technique était également connue des romains. Elle a pu être utilisée sur certains fleuves comme la Garonne.

### Industrialisation

Les dix plus grands pays producteurs d'automobiles en 2007.

L'industrialisation est le résultat de l'invention de la chaudière à vapeur et de la machine à vapeur (Denis Papin), puis de la locomotive, de l'automobile... dès lors que la vapeur est utilisée pour mouvoir un véhicule ; en même temps, différents types de carburants sont inventés ou utilisés, pour améliorer la puissance des moteurs, plus tard pour les rendre moins gourmands : le gaz, l'essence et le pétrole dans le moteur à combustion interne utilisé sur les véhicules automobiles, l'électricité de la pile électrique, la pile nucléaire dans de rares sous-marins, la pile à combustible, pour fournir de l'électricité au travers de turbines ou directement à un bobinage (moteur électrique), enfin déjà ou dans le futur, de l'hydrogène.
Divers alliages, polymères, céramiques, composites et mousses, puis des objets produits par imprimante 3D sont utilisés pour alléger le véhicule,,.

## Fonctions

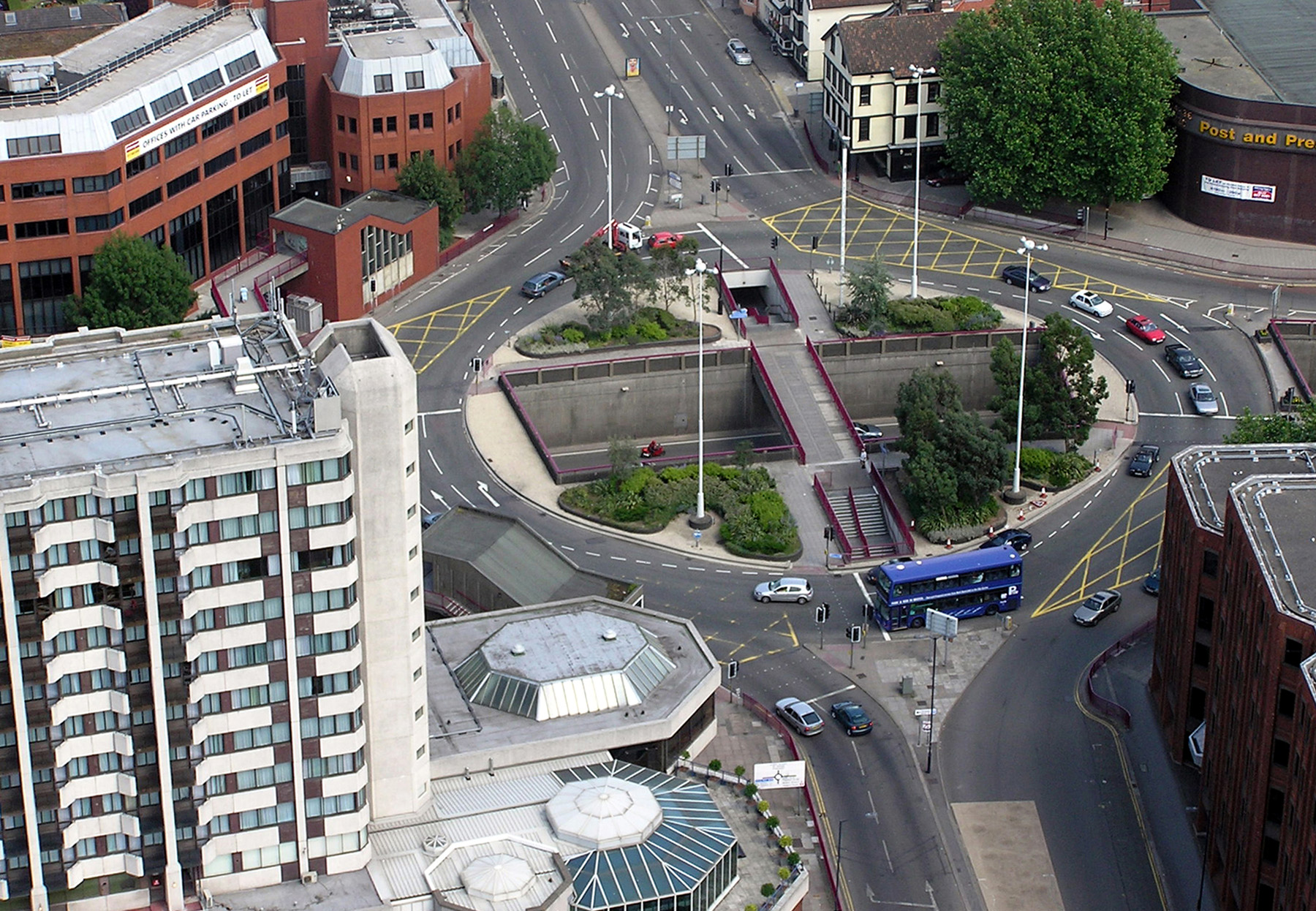
Les transports motorisés ont entrainé le développement d'une ingénierie urbaine, logistique et routière de plus en plus complexe.

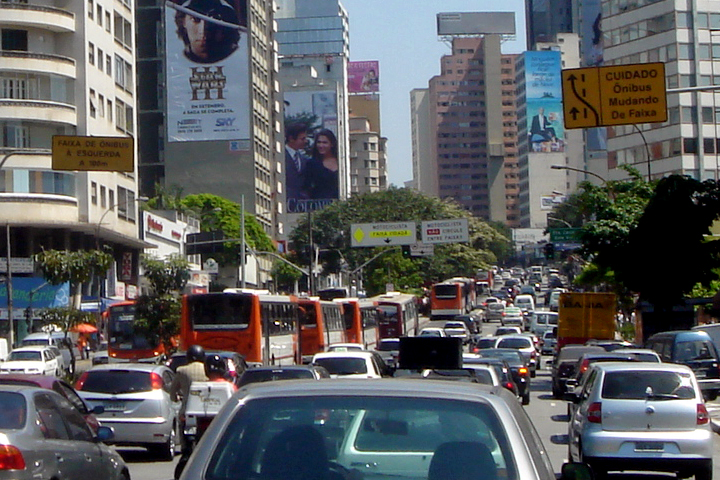
Les embouteillages, ainsi que la perte de temps et la pollution qu'ils génèrent, font partie des conséquences de la généralisation et de la densification du transport routier au XXe siècle.

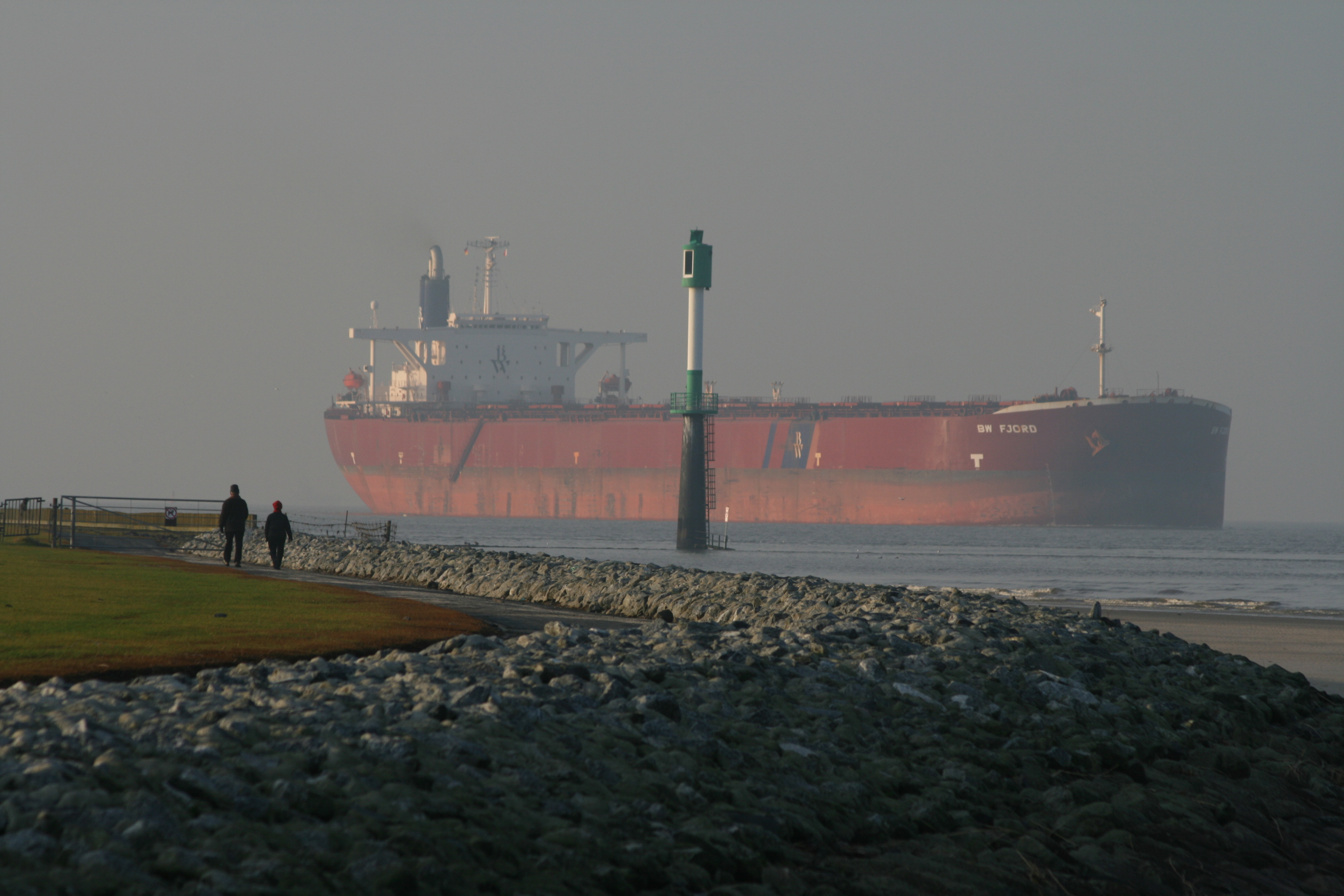
Le transport maritime (plus de 80 % du transport de marchandises dans le monde) et fluvial permettent de déplacer des masses plus importantes en consommant moins d'énergie.

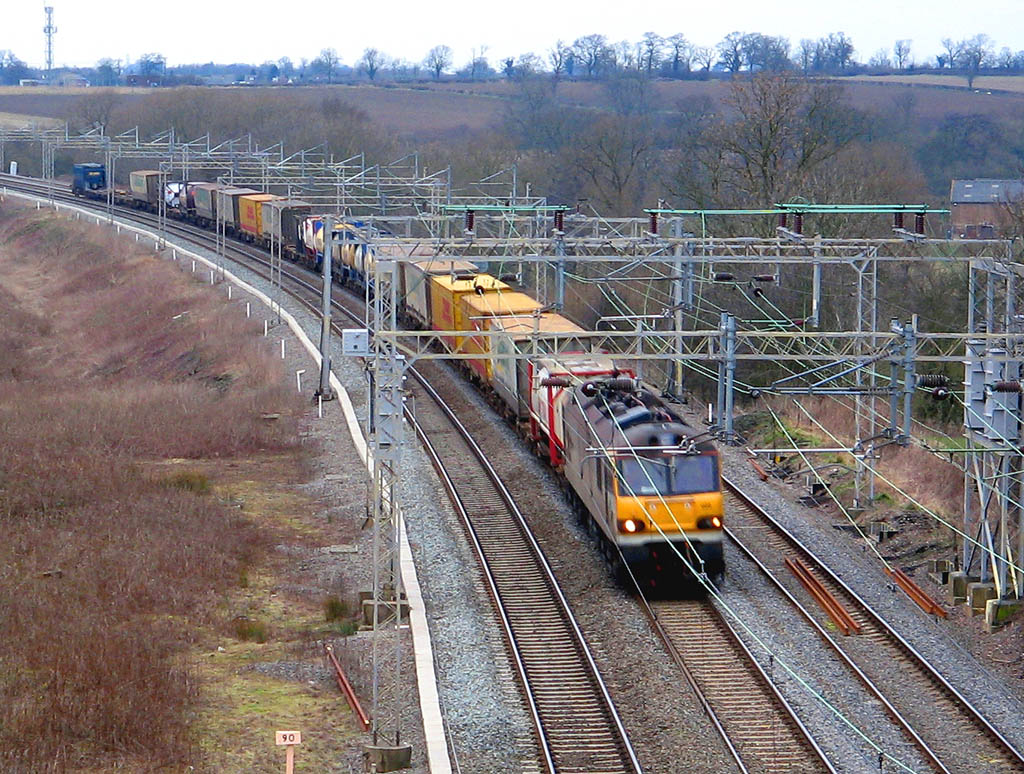
Les trains de marchandises, plus lourds et plus lents que ceux de passagers, voyagent préférentiellement de nuit. Ils sont l'un des éléments d'une chaîne logistique multimodale plus large.

Le transport de personnes et le transport de marchandises se distinguent. Le transport de personnes, comme le transport de marchandises, peut être effectué pour compte propre, lorsqu'il n'a pas pour objet de transporter autrui dans un but lucratif, ni ses marchandises. Il est dénommé transport pour compte d'autrui, ou « transport public », dès lors que ce ne sont plus ses propres biens qui sont transportés. Le transport de personne peut être « individuel » ou « collectif », dans le cas des transports en commun. Toutes ces catégories de transports se combinent entre elles, et contribuent à la description d'un des métiers du transport : par exemple le transport collectif de personnes (autocaristes), ou son transport individuel (taxi) ; le transport de marchandises pour compte d'autrui (transporteur de marchandises) ou le transport de marchandises pour compte propre (« louageur »). Les personnes physiques, comme les personnes morales ou les états (au travers de leurs services publics) peuvent exercer ces activités réglementées de transporteurs.

### Transport de personnes
En France en 2014, selon l'ADEME, 83 % du trafic voyageur se fait en voiture particulière, bien qu'elle soit « le mode de déplacement le moins efficace d’un point de vue énergétique ». « Lors d’une journée normale, 72 % des déplacements se font en voiture ; la façon dont on achète et on utilise les véhicules » a changé (ex. : le poids moyen du véhicule a augmenté de « 330 kg en 30 ans »).
On distingue souvent les transports urbains des grands axes interurbains et périurbains.

#### Transports urbains

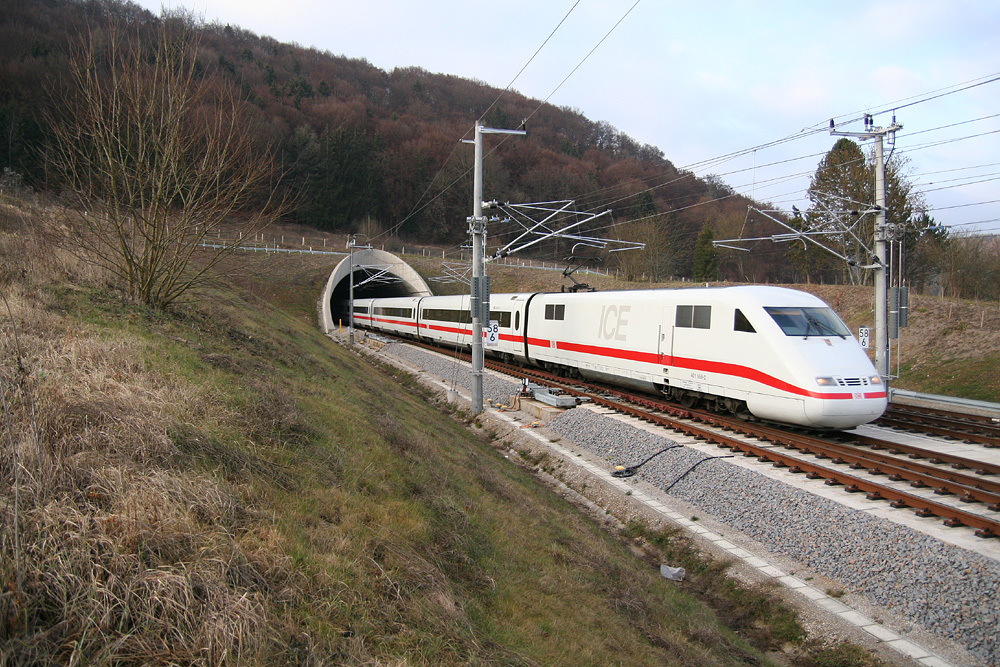
Un train à grande vitesse en Allemagne.

En Europe, au milieu des années 1990, les transports urbains consommaient environ 30 % de l'énergie totale utilisée dans la plupart des villes ; et 80 % des transports urbains par véhicules à moteur étaient encore effectués en voiture.
En France, selon un rapport de l'Insee de 1999 :
- 36 % des actifs travaillent dans leur commune résidentielle. Ils sont à l'origine de 8 % des distances parcourues, avec un déplacement ne dépassant pas 8 km ;
- 33 % des actifs parcourent moins de 10 km, ils sont à l'origine de 13 % des distances parcourues en France ;
- 17 % des actifs travaillent entre 10 et 20 km de leur domicile. Ils réalisent 18 % des distances parcourues ;
- 9 % des actifs se déplacent sur 20 à 40 km réalisant 17 % des déplacements en France ;
- enfin, seulement 5 % des actifs réalisent 44 % des distances parcourues pour se rendre à leur lieu de travail.

### Transport de marchandises

#### Animaux
Le 13 décembre 1968 a été signée à Paris la Convention européenne sur la protection des animaux en transport international, qui réglemente le transport des animaux.
Le 22 décembre 2004, l'Union européenne a effectué une refonte totale des règles en matière de bien-être des animaux pendant leur transport. Dans cette nouvelle réglementation, elle identifie tous les intervenants et leurs responsabilités respectives, elle renforce les mesures de surveillance et prévoit des règles plus strictes pour les longs trajets et les véhicules utilisés,.
L'union européenne a également mit en place un système appelé TRACES, (TRAde Control and Expert System) qui assure la traçabilité et le contrôle de l'ensemble des produits d'origine animale et des animaux vivants lors de leurs mouvements et importations en Europe. Néanmoins, certaines organisations de protection des animaux, notamment le PMAF, dénoncent les conditions de transports des animaux sur de longues distances, parfois d'un pays à un autre pour des raisons économiques, pour être engraissés ou abattus.

### Militaire
Toutes les armées (force terrestre, force aérienne, marine, gendarmerie) disposent de différents moyens pour transporter leurs personnels, leurs armes et leurs munitions. Outre leurs moyens propres, le service du train et le génie interviennent dans la logistique (transports, entreposage) pour stocker, transporter et détruire, améliorer ou construire des infrastructures.

### Sanitaire
Le transport sanitaire est l'opération qui consiste à transporter un malade ou un blessé dont l'état justifie le recours à un transport adapté et assisté.

## Moyens

### Modes de transport
Les modes de transport sont généralement classifiés selon les voies de communication utilisées : transports terrestres (routier et ferroviaire ou guidés), les transports maritime et fluvial, le transport aérien. Le choix d'un mode de transport peut être effectué en fonction de la disponibilité du moyen de transport, de ses qualités (capacité, rapidité, sécurité, conformité au réglementations applicables aux marchandises, au commerce...) et de son coût, par exemple. Pour le transport de marchandises dangereuses ou sensibles, la notion de sûreté est aussi prise en compte.

### Multimodal

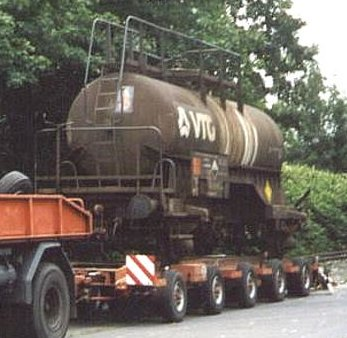
Transport combiné, élément de la chaine du transport combiné.

Pour aller d'un lieu à un autre, il est souvent nécessaire de combiner ces différents modes de transport. Il s'agit alors de transport multimodal, ou intermodal, ou plurimodal, ou combiné. L'expression transport intermodal désigne surtout le transport de marchandise, pour le transport de voyageurs on utilisera la notion plus générale d'intermodalité ou de multimodalité. Cette combinaison de plusieurs modes de transports s'est nettement modifiée grâce à l'arrivée d'internet et des technologies de l'information (TIC) mobiles comme le téléphone portable. En effet, l'enchaînement de plusieurs modes nécessite la connaissance de nombreuses données (horaires, localisations, correspondances) qui peuvent être apportées par les TIC. Il y a alors un décloisonnement possible de toutes les solutions de mobilité : covoiturage, autopartage, transport public, vélos en libre-service. Cette « nouvelle » mobilité est parfois appelée « 2.0 » ou « 3e mode » (après le transport public et la voiture individuelle privée),.
Certaines marques telles que Tictactrip se positionnent depuis peu dans ce secteur, en prônant l'intermodalité.

### Réseau de transport
Les réseaux de transport tendent à suivre les réseaux urbains :
- le réseau polarisé intégral (ou unipolaire) : un pôle central avec des lignes de transports radiales autour de ce centre ;
- le réseau bipolaire : une ligne forte entre ces deux pôles avec des lignes secondaires de rabattement sur cette ligne ;
- le réseau multipolaire : pas de ligne privilégié, ce modèle tend à évoluer au fur et à mesure de la hiérarchisation des réseaux de transport[26].

### Transport par conduite
L'utilisation de tuyaux en bois ou en terre cuite pour la collecte et la distribution d'eau potable et d'irrigation remonte à la plus Haute Antiquité.
À partir de 1865 aux États-Unis, du fait de l'intensification de l'exploitation du pétrole et du gaz naturel, le transport depuis les sites de production par pipeline, conduite constituée de tubes métalliques et sous pression, devient indispensable. À la fin du XIXe siècle, 29 000 km de pipelines sont en exploitation.
Selon le fluide transporté (liquide ou gaz), les pipelines portent des noms spécifiques : aqueduc, gazoduc, oléoduc, saumoduc, oxyduc, hydrogène, hydrogénoduc, éthylénoduc, etc.
En 2011, dans le monde, la longueur des pipelines en service est estimée à 2 000 000 kilomètres ; les deux tiers environ sont des gazoducs, un tiers sont des oléoducs et marginalement d'autres.

## Sécurité
La vitesse de circulation, variable, est en soi un facteur de risque qui fait de la sécurité des transports un enjeu important. Les questions de sécurité sont complexes et prennent en compte l'ensemble des éléments constituant un transport : le véhicule, le conducteur, la marchandise, les personnes transportées, les animaux et les infrastructures.
Le Transport de matières dangereuses est réglementé, pour des raisons de sécurité. Au-delà, et depuis le 11 septembre, l'ouvrage de référence, réglementant le transport de marchandises dangereuses (A.D.R.) aborde aussi les questions de sûreté, afin de limiter les risques d'attentats perpétrés avec des matières et des produits détournés de leur moyen de transport. Sur tous les véhicules qui transportent des matières dangereuses, figurent sur une plaque orange un code d'identification du danger, appelé parfois code Kemler et un numéro ONU qui indiquent quels types de matières est transportées dans le véhicule.

## Secteur des transports
Avec les conquêtes et colonisations, et surtout après l'invention des transports motorisés, alors que les transports consomment de plus en plus de ressources, une économie des transports s'est progressivement institutionnalisée en devenant l'une des sciences de gouvernement. Des économistes spécialisés donnent des conseils qui prennent une importance croissante face aux choix et décisions publiques. Dans l'administration centrale et décentralisée (de l'équipement et de l'Industrie notamment), les ingénieurs-économistes conseillent le prince et les collectivités sur les choix modaux, intermodaux et la planification des réseaux d'infrastructures de transports.
En termes d'investissements publics, la route reste surfavorisée ; par exemple, en France, 64 % des investissements faits en 2004 en transports ont concerné la route, contre 15 % pour le rail et 1 % pour la voie d'eau.

### Énergie
Le secteur des transports forme l'un des plus gros secteurs d'utilisation de l'énergie principalement sous forme de pétrole.
En 2015, le secteur des transports (Selon les données de l'Agence internationale de l'énergie, il est constitué par l'aviation domestique, les routes, le rail, les transports par canalisation, la navigation domestique, etc. ; les carburants maritimes internationaux et ceux de l'aviation internationale sont déduits de la consommation intérieure d'énergie primaire et ne sont donc pas inclus dans le transport dans le cadre de la consommation finale) consommait mondialement 2 491 mégatonnes d'équivalent pétrole (Mtep) sous forme de pétrole. La consommation était de 1 044 Mtep en 1975. Pour rappel, pour ces mêmes années la consommation globale d'énergie était de 9 384 Mtep et 4 701 Mtep. Pour 2015, les autres types d'énergie, électricité (36 Mtep), gaz naturel (98 Mtep), biocarburants (76 Mtep) restent minoritaires.

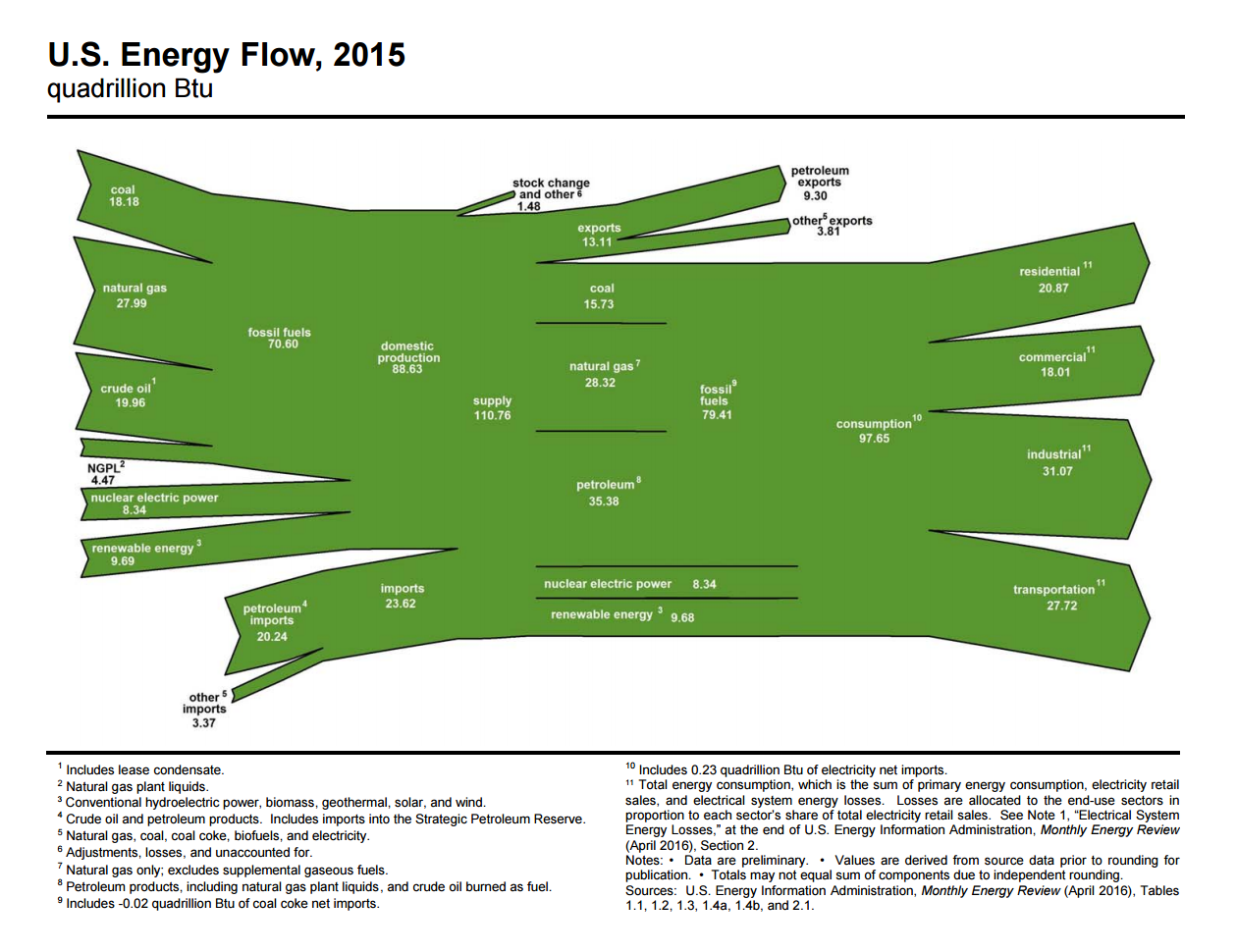
Flux d'énergie aux États-Unis en 2015.

Aux États-Unis, en 2015, le secteur des transports qui comprend selon l'Agence d'information sur l'énergie tous les véhicules dont le but principal est de transporter des personnes et/ou des biens d'un endroit physique à un autre - inclus les automobiles ; camions ; autobus ; motos ; trains, métros et autres véhicules ferroviaires ; avions ; et navires, barges et autres véhicules sur l'eau (Les véhicules dont l'objet principal n'est pas le transport - par exemple grues et bulldozers de construction, véhicules agricoles, tracteurs d'entrepôt et chariots élévateurs à fourche - sont classés dans le secteur de leur utilisation principale.) a consommé 27,391 PBtu (ou quads soit 690 Mtep) d'énergie totale. En 1950, cette même consommation était de 8,492 PBtu (quads, soit 213 Mtep). En 2015, la consommation globale aux États-Unis était de 97,728 PBtu (quads, soit 2 455 Mtep).
- 1 Mtep = 11,63 TWh soit 41,87 PJ ou 0,04 PBtu ou quads
- 1 PBtu ou quads = 25,2 Mtep

### Environnement
- Électricité, 40 %
- Transports, 23 %
- Industrie, 23 %
- Bâtiments, 10 %
- Autres, 4 %

Le transport consomme la plus grande part du pétrole mondial[réf. nécessaire], en produisant du dioxyde de carbone et de nombreux produits nocifs, pour certains responsables de la détérioration de la couche d'ozone et de l'effet de serre. C'est pourquoi, des politiques d'économies d'énergie liées aux transports sont mises en œuvre, parfois avec difficultés, au niveau mondial.

Les transports en commun et moindrement le covoiturage peuvent diminuer les embouteillages, l'emprise urbaine et la pollution routière, tout en améliorant la sécurité.

En 2018, le secteur des transports était à l'origine de 25 % des émissions de gaz à effet de serre dans le monde, et 41 % des émissions en France.
La quantité de dioxyde de carbone émise pour un même trajet diffère selon le mode de transport. Par exemple, pour un trajet Londres-Édimbourg (600 km), le département britannique des transports a calculé des quantités d'émissions moyennes par modes de transports et par passager suivantes :
- en voiture : 71 kg (pour une moyenne de 1,56 passagers par voiture, soit 111 kg par voiture) ;
- en avion : 96,4 kg ;
- en train express : 12 kg ;
- en autocar : 9,2 kg.

Pour les villes françaises, selon l'ADEME (France), un kilogramme équivalent pétrole (kep) permet de déplacer une personne :
- 18 kilomètres en voiture ;
- 31 kilomètres en deux roues motorisé ;
- 47 kilomètres en bus francilien ;
- 64 kilomètres en métro de province ;
- 140 kilomètres en métro parisien.

La consommation d’énergie en France par mode de transport en 2017, d'après le Service de la donnée et des études Statistiques (SDES, service du gouvernement français), se répartissait comme suit :
- route : 94,7 %
- maritime/fluvial : 1,7 %
- aérien : 1,8 %
- ferroviaire : 1,8 %

Le transport routier, en complément du transport maritime (de plus en plus conteneurisé)[réf. incomplète],,[réf. incomplète], est essentiel à l'économie mondialisée, mais est aussi une source majeure d'accidents de la route, de pollution sonore,,, et de pollution routière, de gaz à effet de serre (le transport routier de marchandises est responsable de 15 % des émissions totales de CO2 de la France dans les années 2010), d'artificialisation des sols et des paysages ainsi que de fragmentation écopaysagère.
Les stratégies d'économies d'énergies sont techniques, elles reposent sur l'utilisation de sources d'énergie alternatives (comme l'électricité, le gaz naturel pour véhicules, le GPL, les bioénergies...) mais nécessitent de mettre au point des systèmes adaptés.
Pour l'électricité, il s'agit d'améliorer les capacités de stockage de l'électricité (s’effectuant généralement dans des batteries) par rapport à la densité énergétique, le volume et le poids des batteries pour créer des véhicules viables. Des progrès ont déjà été faits en matière d'autonomie des batteries et aujourd'hui il existe déjà des applications de la technologie électrique au transport, tant au niveau du fret (des camions électriques actuellement[Quand ?] commercialisées ont des autonomies et capacités de contenance suffisantes pour être utilisés au transport de marchandises) qu'au niveau du transport de personnes (transport individuel avec des voitures électriques ou transport en commun avec par exemple des bus électriques).
Pour les énergies de type gaz naturel ou GPL, la difficulté d'application de cette énergie dans les transports fut la garantie de sécurité par rapport aux risques qu'ils pouvaient comporter, risques aujourd'hui canalisés dans les systèmes de technologie récente. Pour les bioénergies la question se pose plus par rapport à la possibilité de produire à partir de la biomasse suffisamment et de manière renouvelable l'énergie nécessaire au transport. L'économie d'énergie est aussi basée sur des stratégies de réduction de la consommation en énergie des véhicules, et aussi, indirectement, sur la réduction de la vitesse autorisée (voir réglementation routière, en France). D'autres stratégies consistent à réduire le poids de véhicules en utilisant des matériaux plus légers (matériaux composites), comme ceux utilisés dans l'aéronautique.
Les stratégies comportementales visent au transfert modal vers le transport actif, non motorisé. La réintroduction de la propulsion humaine en particulier le vélo en ville est développée dans plusieurs pays d'Europe depuis les années 1970, en particulier aux Pays-Bas. La marche à pied, les déplacements en roller ou trottinette, à vélo permettent le transfert d'un temps subi de transport passif, vers un temps choisi d'activité physique bénéfique pour la santé.
Divers États et collectivités encouragent aussi le transport intermodal et l'utilisation des transports en commun, soit par l'incitation (campagnes dites de « sensibilisation »), soit par la dissuasion : péages, réduction du stationnement et des zones à faibles émissions (à Paris, par exemple).

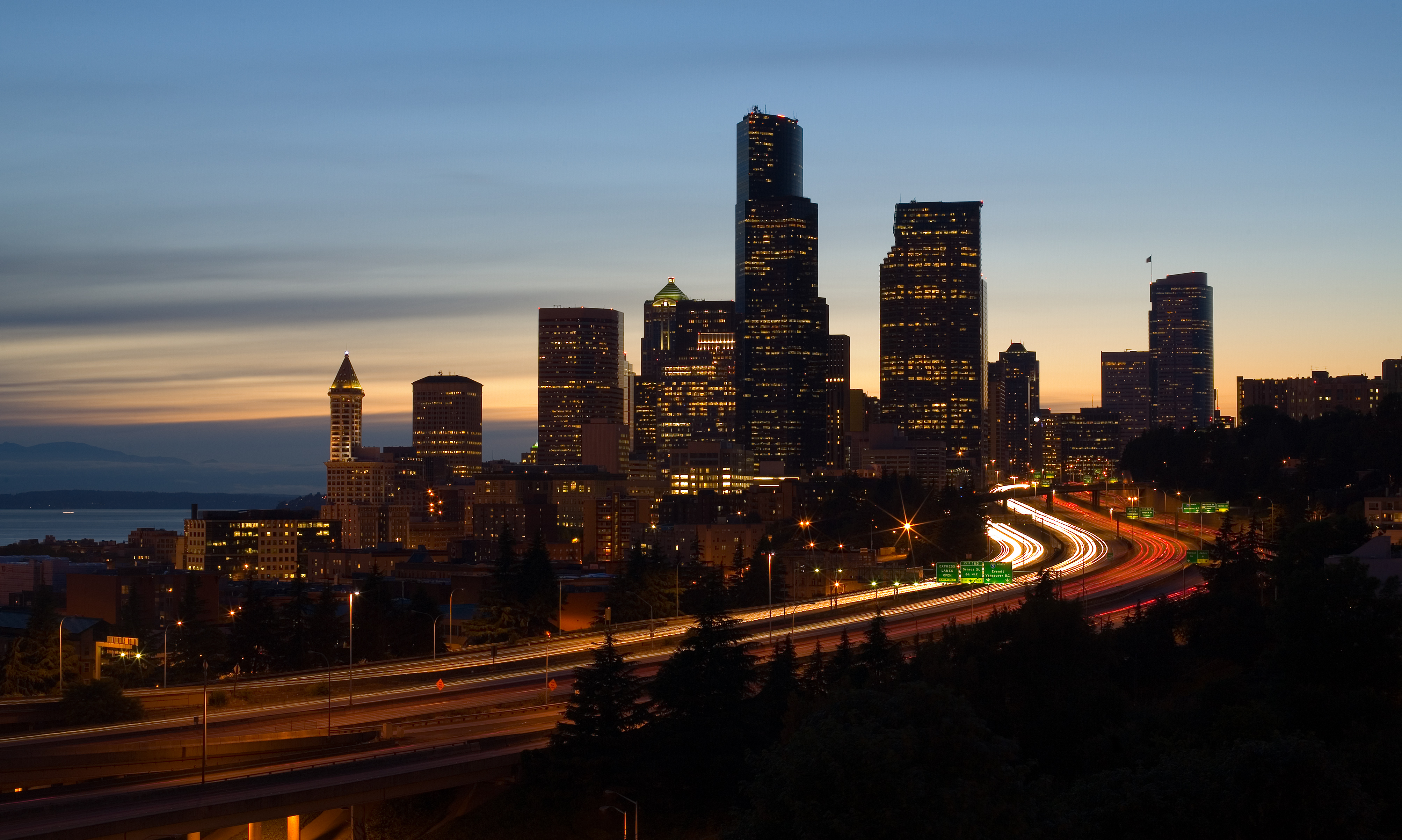
Interstate 5 traversant Seattle. Les transports affectent l'environnement global et local, causant pollution lumineuse et collisions accidentelles avec la faune.

Des progrès ont été accomplis en matière de carburants (désoufré, agrocarburant), filtres et pots catalytiques, et de nombreux pays ont interdit l'essence plombée, mais ces efforts ne compensent pas les effets de l'augmentation du nombre de véhicules dans le monde. Les transports terrestres motorisés et par voies d'eau sont aussi, par les infrastructures qu'ils requièrent, le premier facteur de fragmentation écologique des paysages, reconnu comme un des premiers facteurs de recul de la biodiversité. La pollution lumineuse et la mortalité animale due aux véhicules induite s'y ajoutent.
Les progrès environnementaux sont rendus difficiles par le fait que les décisions relatives aux politiques de transport et aux formes urbaines se manifestent sur un pas de temps très long et sont confrontées à une inertie structurelle (il est rare qu'on supprime une route existante) : qu'il s'agisse d'infrastructures nouvelles à implanter, d'organisation de la vie économique et sociale à faire évoluer, d'impacts environnementaux à maîtriser, on raisonne au moins en décennies et non en années[réf. souhaitée].
Au début des années 2010, le transport est source directe de 14 % des émissions de CO2 du pays[Lequel ?] ; 73 % de ces émissions sont dues au transport routier.
En France en 2014, selon l'ADEME, les transports sont responsables de 32 % de la consommation d’énergie finale et de 35 % des émissions de CO2.
Le transport routier est également source de pollution de l'air.

### Géographie des transports
Une branche de la géographie étudie les transports aussi bien routiers et ferroviaires que maritimes, fluviaux, aériens ou par moyens de télécommunications.

### Aspects politiques

#### Aménagement du territoire
Le transport est un composant important de l'aménagement du territoire et de l'urbanisme, notamment par la problématique du désenclavement.
Se pose ainsi la question de savoir où diriger les investissements : pour augmenter la capacité des axes saturés ou pour desservir les zones les moins bien reliées au reste du territoire. La première option permet de répondre aux besoins de la population mais au risque d'aggraver les déséquilibres territoriaux. Le deuxième choix peut être vu comme un investissement à plus long terme pour induire une « revitalisation » de ces zones délaissées mais le risque d'échec est important, l'effet d’entraînement des infrastructures ayant rarement été probant lors des précédentes opérations de ce type.

#### Accès au transport
L'accessibilité dans les transports définit la possibilité pour tous d'accéder aux systèmes de transport ; elle renvoie en partie à la question des personnes à mobilité réduite (voir l'article Accessibilité aux personnes handicapées) et des pays en développement où le modèle routier du XXe siècle pose de graves problèmes dans les conurbations parfois de millions à dizaines de millions d'habitants, en Afrique, Inde, Indonésie et Chine notamment ; si la Chine atteint seulement 50 % du taux de motorisation français (±300 voitures pour 1 000 habitants), avant 2050 la chine devrait supporter 500 millions de voitures en circulation, et il faudrait environ trois milliards de voitures si le monde entier devait s'aligner sur les Français (à comparer aux 880 millions de véhicules estimées en circulation dans le monde en 2005). Le transport pose des problèmes d'inégalités (subies ou voulues, géographiques, écologiques et sociales) : tous les territoires ne sont pas desservis de la même manière par les réseaux de transport, ni touchés par leurs conséquences négatives (bruits, pollution, accident, emprises, etc.). Les réseaux de transports sont dangereux pour les enfants, personnes âgées et handicapés.
Le droit au transport questionne aussi le coût du transport pour les personnes à faible revenu. Certains groupes comme le Collectif sans ticket militent pour la gratuité des transports en commun. En 2007, une étude de l'Ademe conclut que cette gratuité augmente sensiblement la fréquentation du réseau, notamment sur la base de l'exemple de la ville de Châteauroux.

## Réglementation

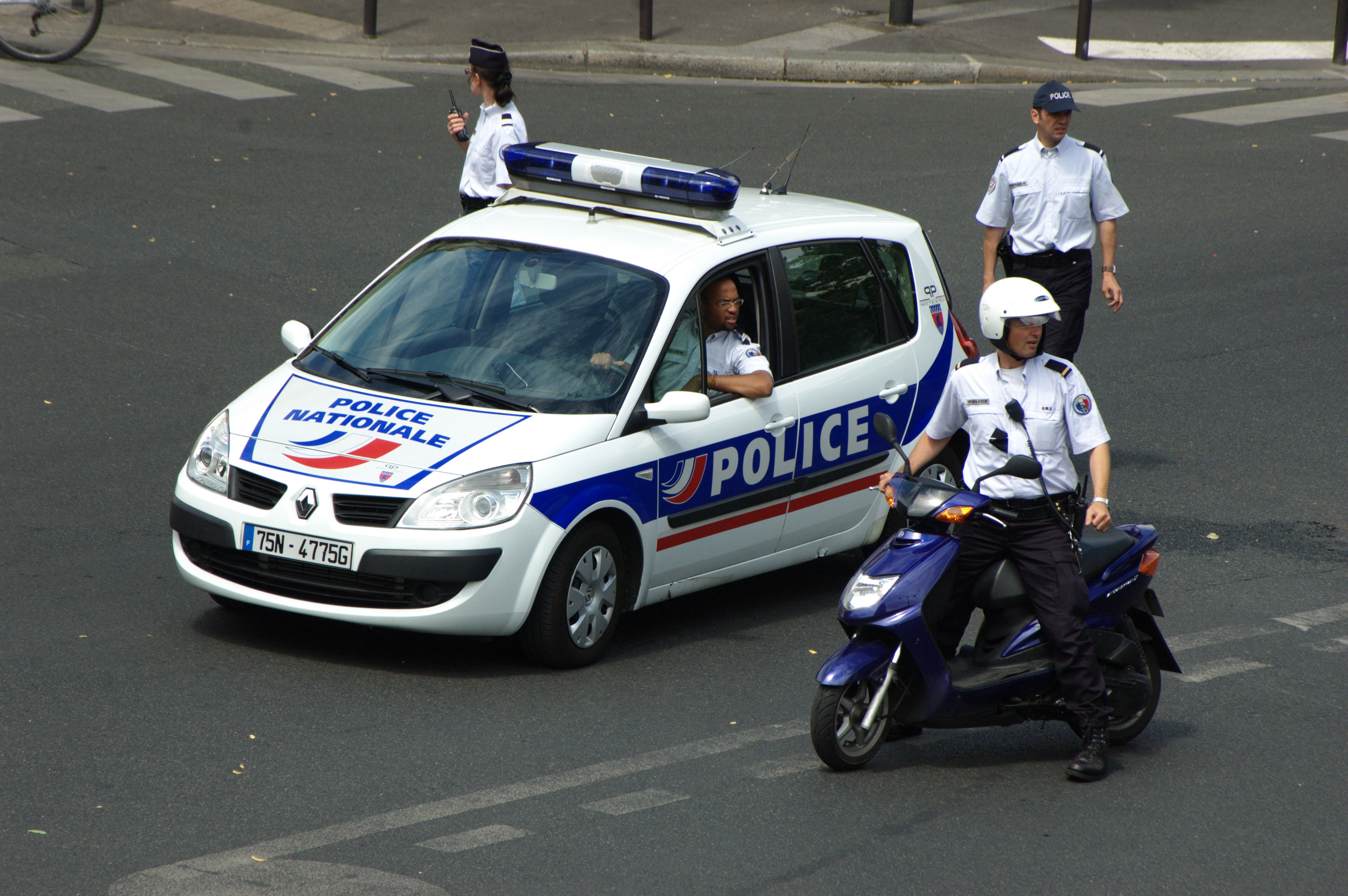
La police française utilise plusieurs moyens de transports.

### Contrat de transport de marchandises
Le contrat de transport de marchandises pour compte d'autrui (ou transport public) est un contrat commercial tel que défini par les articles 1101 et suivants du Code civil. Il est matérialisé par un document dénommé différemment selon le mode de transport. Ce document va faire référence un contrat conclu entre les parties : Donneur d'ordre, transporteur, expéditeur, destinataire, remettant, réceptionnaire et pour l'international on ajoutera, le vendeur, l'acheteur, l'exportateur et l'importateur. Exemple : une entreprise (donneur d'ordre), demande à une société de transport (transporteur) de charger des marchandises chez son fournisseur (expéditeur) pour les livrer sur une base logistique (réceptionnaire) qui fait de l'entreposage pour une grande enseigne commerciale (destinataire). En France, le contenu de ce contrat est libre, toutefois il ne doit pas être léonin (déséquilibré) ainsi que réalisable. De ce contrat vont naître des obligations pour les parties qui sont régies par des textes, décrets ou des conventions.

#### Transport routier
Le transport routier de marchandises notamment, distingue le transport national et les trajets internationaux.

##### National
En France, le contrat de transport est régi par les articles 1782 et suivants du Code civil au livre III, titre VIII, chapitre III : « Du louage d'ouvrage et d'industrie », Section 2 : « Des voituriers par terre et par eau ». Ces articles traitent notamment de la responsabilité qui incombe au transporteur quant aux biens qui lui sont confiés ; les articles 133-1 à 133-9 du Code de commerce. On retrouve, entre autres : la prescription d'un an pour les litiges ainsi que le règlement de la prestation ; les réserves qui doivent être notifiées par lettre recommandée, au plus tard trois jours au lendemain de la livraison ; les deux cas d'exonération de la responsabilité du transporteur, la force majeure, le vice propre de la marchandise (un troisième est le cas de la faute d'un tiers, mais il ne se trouve pas dans ces articles). Figure aussi le droit de « rétention » des marchandises en cas de créance non réglée, même antérieure au transport dont les marchandises font l'objet, aux articles 132-8 et 132-9 du code de commerce, issus de la modification de l'article 101 du code de commerce qui est entré en application, par la « Loi Gayssot », alors que Jean-Claude Gayssot était ministre des Transports. En fait, le donneur d'ordre, le commissionnaire (intermédiaire), l'expéditeur et le destinataire sont tous garants du payement du prix du transport. En d'autres termes, si celui qui devait payer ne paye pas, alors le transporteur peut réclamer cette somme aux autres protagonistes. L'article 132-9 dispose quelles sont les rubriques indispensables sur la lettre de voiture ; le contrat types, décret no 99-269 du 6 avril 1999, à défaut de contrat écrit entre les parties, il s'applique. Presque tout y est décrit : choix du matériel de transport, délais d'acheminement, de chargement et de déchargement, responsabilités, litiges, indemnisation, etc.
Le document[Quoi ?] se nomme légalement lettre de voiture car le transporteur, toujours d'après le Code civil, est un voiturier. Dans une législation antérieure, aujourd'hui abrogée, il y avait le récépissé pour les livraisons dans un rayon de 30 km. Par confusion, on parle aussi de bon de livraison. Ce dernier existe bien, mais il constitue un accusé de réception des marchandises qui fait partie du contrat entre le vendeur et l'acheteur de celles-ci.

##### International
Le document se nomme légalement lettre de voiture internationale pour les transports internationaux par route. Ces derniers sont régis, pour un certain nombre de pays, par la Convention de Genève aussi dénommée Convention relative au contrat de transport international de marchandises par route, abrégé en C.M.R., d'où le nom d'usage (mais non juridique) de C.M.R. donné à ces lettres de voitures internationales. À défaut de contrat entre les parties, c'est cette convention qui s'applique, à condition que le pays de départ ou celui d'arrivée soit signataire de celle-ci. Si ces deux pays sont signataires, elle s'applique. Presque tout y est décrit comme dans le contrat type français, le choix du matériel de transport, délais d'acheminement, les responsabilités, litiges, indemnisation, etc. Cette convention étant plus ancienne, concernant les délais, on parle de délais raisonnables. Elle a subi une modification majeure concernant la limite d'indemnisation en cas de perte. En effet sur la version initiale, il était écrit à l'article 23 alinéa 3 : « Toutefois, l'indemnité ne peut dépasser 25 francs par kilogramme du poids brut manquant. Le franc s'entend du franc-or, d'un poids de 10/31 de gramme au titre de 0,900 ». Elle était fondée sur le cours de l'or, depuis 1978 il est écrit : « Toutefois, l'indemnité ne peut dépasser 8,33 unités de compte par kilogramme du poids brut manquant. » Les « unités de compte » sont les droits de tirage spéciaux. Sa dernière modification réside dans le fait qu'elle accepte la dématérialisation des documents, donc de la lettre de voiture. Enfin, elle est aussi régulièrement modifiée parce que de plus en plus de pays en sont signataires.

#### Transport aérien
En transport aérien de marchandises, le document se nomme lettre de transports aérien abrégée par LTA. Airwaybil en anglais soit AWB. Il existe trois conventions. La plus ancienne est la convention de Varsovie, mais il y a aussi la convention de Montréal et la convention IATA, Association du transport aérien international. En transport maritime de marchandises, le document se nomme un connaissement, ou bill of lading, en anglais.
- national : la loi du 18 juin 1968 ;
- international : la plus ancienne, la convention de Bruxelles, aussi la convention de Hambourg (en).

Le contrat de transport de marchandises est matérialisé par un document qui doit mentionner la date à laquelle il a été établi, le nom et adresse du transporteur (+siret ou ID TVA) et nom et adresse du commissionnaire de transport, le nom et adresse de l'expéditeur (ou du remettant), le nom et adresse du destinataire, la date de prise en charge, ce qui est transporté (nombre de colis, nature des marchandises, poids, volumes, ou mètres linéaires), des mentions concernant la dangerosité, les sommes à encaisser, des instructions particulières de livraison, les incoterms...

## Type du transport
Selon l'appartenance des moyens de transport (véhicule, conducteur), le type du transport de marchandises est différent. Le transport de marchandises est dénommé :
- Transport pour compte propre, en mettant en place ses propres moyens, constitués d'un véhicule et d'un conducteur, même loués en exclusivité, pour transporter ses propres marchandises, ou des marchandises dont on a la garde, à condition que le transport ne soit qu'un accessoire ou un complément à l'activité principale portant sur lesdites marchandises (transformation, par exemple) ;
- Transport pour compte d'autrui ou transport public (qu'il ne faut pas confondre avec transport en commun), en mettant en place ses propres moyens, ou des moyens sous-traités, pour transporter les marchandises d'autrui.

### Intervenants extérieurs et intermédiaires
Le transport de marchandises mobilise des intervenants spécialisés, généralement commerçants :
- Les commissionnaire de transport, dont le rôle est de mettre en œuvre les transporteurs, moyennant le règlement d'une commission. En transport routier, le commissionnaire de transport peut sous-traiter (pour plus de 15 % de son chiffre d'affaires) le transport qui lui est confié.
- Les transitaires ou agents chargés d'effectuer les opérations de mise sous douane ou de dédouanement, c'est-à-dire des déclarations de douane pour le compte d'autrui, éventuellement des déclarations complémentaires particulières, pour le comptes des expéditeurs, des transporteurs, des commissionnaires ou des destinataires.

### Exploitation et exploitants
La gestion d'un outil de transport s'appelle « exploitation ». Lorsque l'exploitant gère le véhicule et l'infrastructure, le transport est dit « intégré ». Par exemple, jusqu'à récemment, le chemin de fer français était géré par la SNCF (Société nationale des chemins de fer français) dans son intégralité (moyens et infrastructure). Pour désendetter l'entreprise publique, l'état a depuis séparé la fonction exploitation, tenue par la S.N.C.F. et la gestion des infrastructures, qui a été confiée au Réseau ferré de France.
L'exploitation des moyens de transport n'est donc pas la gestion des l'infrastructure (voies de navigation, voies de circulation, voies aériennes). Elle nécessite souvent des compétences particulières, et conduit à la spécialisation des organisations dont elle est à la charge : ainsi, la RATP (Régie autonome des transports parisiens) exploite le métropolitain ou métro, le R.E.R. (Réseau express régional), le tramway parisien, et les autobus de la capitale et de sa banlieue, alors que les infrastructures sont entretenues par la S.N.C.F., la commune, la communauté de communes, le département, la région ou l'état, et par des sociétés sous-traitantes.